# Eon (geologie)
Een eon is een zeer lang tijdperk in de geologische tijdschaal. Eonen zijn in de geochronologie de grootste onderverdelingen van de tijd sinds het ontstaan van de Aarde, waarbij vaak de tijdseenheid Ma ("mega-annum" of miljoen jaar) gebruikt wordt. Soms wordt ook de eenheid "Ga" ("giga-annum" of miljard jaar) gebruikt. Het gaat dan om het aantal jaar voor het heden.
De geologische tijdschaal wordt in vier eonen ingedeeld:
- Fanerozoïcum (538.8 ±0.2 Ma - heden)
- Proterozoïcum (2500 Ma - 538.8 ±0.2 Ma)
- Archeïcum (4031 ±3 Ma - 2500 Ma)
- Hadeïcum (4567 Ma - 4031 ±3 Ma)

De eonen Proterozoïcum, Archeïcum en Hadeïcum worden samen het "Precambrium" genoemd, een naam die nog steeds veel wordt gebruikt maar is verdwenen uit de officiële indelingen.
Eonen zijn onderverdeeld in era's; en era's weer in periodes.